# María Canosa
María Canosa Blanco (Cee, 20 de agosto de 1978), é uma engenheira civil galega, mais conhecida pela sua participação como jurada nos programas de concurso da Televisión de Galicia e como autora de literatura infantojuvenil.

## Biografia
Filha da escritora Concha Blanco, mudou-se da sua vila natal para a Corunha para realizar os seus estudos universitários. Licenciou-se em engenharia  civil pela Universidade da Corunha, trabalhou de engenheira e foi a diretora de projetos no Centro de Coñecemento da Costa da Morte. É escritora e guionista de vários programas da TVG. Algumas das suas obras foram adaptadas para o teatro. 
Colabora como articulista na La Voz de Galicia, e participou de vários programas radiofónicos da Rádio Galega e Radio Voz. Ocupou o cargo de especialista em letras no concurso Cifras e letras da TVG em setembro de 2011 até 2013, após o término da transmissão do concurso. Cifras e letras foi substituído pelo concurso Verbas van, onde também foi especialista. Trabalha atualmente no programa Coma un allo.
Foi galardoada com vários prémios literários, entre eles o Prémio Merlín de Literatura Infantil 2017, pela obra Muriel.

## Obras
Literatura infantojuvenil
- Bramido maino, 1997, Edicións do Castro.
- A pedra de seixo, 1997, Sotelo Blanco Edicións.
- Á espreita na penumbra, 1999, Sotelo Blanco.
- Leo era un león, 2002. Ir Indo.
- San Xoán, 2006.
- Leite con cacao, 2007.
- Entre papoulas, 2009, Editorial Everest Galicia.
- Faíscas, 2009, Editorial Galaxia.
- Matías, un pito de campionato, 2010, Galaxia.
- O papaventos de Laura, 2011, junta de distrito de Ourense. Prémio Pura e Dora Vázquez
- O Crebanoces, 2011, Pablo Zaera, editor. Publicado também em espanhol.
- A tartaruga de Martiño, 2011, Everest Galicia.
- Acuario, 2012, Edicións Embora.
- Xiana, a nena pirata, 2012, Everest Galicia.
- Viaxes de inverno, 2013, Everest Galicia.
- Acuario 2, 2014, Embora.
- Ana xa chegou!, 2014, Everest Galicia.
- Druídas, 2014, Edicións Embora.
- Papá, que son os sorrisos?, 2014, Galebook.
- Pasen e miren, 2014, Bululú. Publicado também em espanhol e catalão.
- Vagalume de versos, 2014, Galaxia.
- Rubicundo, 2015, Edicións Xerais de Galicia.
- Parar o Mundo, 2015, Editorial Trifolium.
- O día que choveu do revés, 2016, Xerais.
- O libro dos medos, 2016, Bolanda.
- O neno inverno, 2016, Galaxia.
- O que nunca che contaron, com Kike Gómez, 2017, Oqueleo.
- A cazadora de estrelas, 2017, Xerais.
- Muriel, 2017, Xerais.
- Caderno de lúas, 2018, Bululú
- O ladrón de voces, 2019, Edicións Embora.

Narrativa
- Faíscas, 2009, Editorial Galaxia.
- DisParo, 2016, Edicións Embora.
- Non é París, 2016, Bolanda.
- Cando cae a luz, 2016, Urco Editora.

Ensaios
- Do A ao Z con Xosé Neira Vilas, 2010, Everest Galicia.
- A que altura está o ceo?, com Jorge Mira, Alvarellos Editora

Poesia
- Ronca o mar, 2011, Edicións Fervenza. Publicado em espanhol em 2012, sob o título Ronca el mar, Pigmalión.

Obras coletivas
- Dezaseis relatos, 1995, concelho de Pontedeume.
- Nós, 1997, Batallón Literario da Costa da Morte.
- Rumbo ás illas. Escritores da Costa da Morte nas Sisargas, 1997, Asociación Cultural Monte Branco/Asociación Neria, O Couto, Ponteceso.
- O trasno rebuldeiro (Antoloxía de literatura infantil da Costa da Morte), 1997, Asociación Neria.
- Mini-relatos, 1999, Libraría Cartabón.
- Narradoras, 2000, Xerais.
- Achegamento ao libro, 2001.
- A Coruña á luz das letras, 2008, Trifolium.
- Letras novas, 2008, Associação de Escritoras e Escritores em Língua Galega.
- Tres blues e un rap, 2008, Associação Galega do Livro Infantojuvenil-Junta da Galiza.
- Ditos sobre o libro e a lectura, 2009. Concelho da Corunha.
- Guía viva de ortodoxos y heterodoxos en la poesía contemporánea gallega, 2012, Endymion Poesía.
- O libro dos Reis Magos, 2012, Junta da Galiza.
- Contos da taberna, 2014, Edicións Embora.
- 150 Cantares para Rosalía de Castro, 2015, livro eletrónico.
- Será correcto?, com Concha Blanco, 2016, Hércules de Edicións.

## Prémios
- Concurso de Contos da Agrupación Cultural O Facho em 1986 e 1992.
- Concurso Literário Terra Chá da Asociación Cultural Xermolos em 1989 e 1992.
- Concurso de Contos em Galego da ONCE em 1992.
- Concurso Francisco Fernández del Riego em 1993.
- RÚA NOVA (Narrações Juvenis) (menção especial) em 1993 e 1995
- Prémio Arume de Poesia para Crianças (Fundación Neira Vilas) em 2009 (menção especial)
- Prémio Pura e Dora Vázquez (junta de distrito de Ourense) em 2010
- XV Prémio de Poesia Avelina Valladares (Concelho da Estrada) em 2011, por Ronca o mar.
- Menção no VII Prémio Arume de Poesia para Crianças em 2013, por O libro dos medos que non o son.
- Terceiro prémio do IV Concurso de Poesia em Língua Galega Manuel María de 2016, por A desmemoria.
- Prémio Merlín 2017 por Muriel.